# Damernas turnering i volleyboll vid sydamerikanska spelen 2022
Damernas turnering i volleyboll vid sydamerikanska spelen 2022 hölls mellan den 10 och 14 oktober 2022 i Asunción i Paraguay. Tävlingen arrangerades av ODESUR och det var sjätte gången det hölls en volleybollturnering för damer. I turneringen deltog sex landslag. Peru vann tävlingen för andra gången genom att besegra Argentina i finalen.

## Arenor
|                                           |  |  |
|                                           |  |  |
| SND Arena Stad: Asunción Kapacitet: 5 500 |  |  |

## Regelverk[2]

### Format
Tävlingen bestod av:
- Grupp med två grupper om tre lag där alla möte alla andra lag en gång.
- De två bästa lagen i varje grupp gick vidare till cupspel om de fyra första platserna. Alla möten avgjordes genom en direkt avgörande match.
- De sista lagen i varje grupp spelade en match mellan varandra om femteplatsen.

### Metod för att bestämma tabellplacering
Om slutresultatet blev 3–0 eller 3–1 tilldelades 3 poäng till det vinnande laget och 0 till det förlorande laget, om slutresultatet blev 3–2 tilldelades 2 poäng till det vinnande laget och 1 till det förlorande laget. 
Rankningsordningen i serien definierades utifrån:
- Poäng
- Kvot vunna / förlorade set
- Kvot vunna / förlorade poäng.

## Deltagande lag
| Lag       | Deltog senast          |
| --------- | ---------------------- |
| Argentina | Cochabamba 2018        |
| Bolivia   | Cochabamba 2018        |
| Chile     | Santiago del Cile 2014 |
| Colombia  | Cochabamba 2018        |
| Paraguay  | La Paz 1978            |
| Peru      | Cochabamba 2018        |

## Turneringen

### Gruppspel
| Grupp A  | Grupp B   |
| -------- | --------- |
| Chile    | Argentina |
| Paraguay | Bolivia   |
| Peru     | Colombia  |

#### Grupp A

##### Resultat
| 10 oktober 2022 SND Arena, Asunción Speltid: ? - Åskådare: ? | Paraguay | 0 – 3 | Chile | 10–25, 10–25, 12–25 |
| 11 oktober 2022 SND Arena, Asunción Speltid: ? - Åskådare: ? | Peru     | 3 – 0 | Chile | 25–19, 25–18, 25–17 |
| 12 oktober 2022 SND Arena, Asunción Speltid: ? - Åskådare: ? | Paraguay | 0 – 3 | Peru  | 15–25, 20–25, 9–25  |

##### Sluttabell
| Pos. | Lag      | Pt | G | V | P | VS | FS | Kvot  | VP  | FP  | Kvot  |
| ---- | -------- | -- | - | - | - | -- | -- | ----- | --- | --- | ----- |
| 1.   | Peru     | 6  | 2 | 2 | 0 | 6  | 0  | MAX   | 150 | 98  | 1,530 |
| 2.   | Chile    | 3  | 2 | 1 | 1 | 3  | 3  | 1,000 | 129 | 107 | 1,205 |
| 3.   | Paraguay | 0  | 2 | 0 | 2 | 0  | 6  | 0,000 | 76  | 150 | 0,506 |

      Vidare till semifinal.
      Vidare till spel om femteplats.

#### Grupp B

##### Resultat
| 10 oktober 2022 SND Arena, Asunción Speltid: ? - Åskådare: ? | Colombia  | 3 – 0 | Bolivia   | 25–15, 25–21, 25–23 |
| 11 oktober 2022 SND Arena, Asunción Speltid: ? - Åskådare: ? | Argentina | 3 – 0 | Bolivia   | 25–19, 25–10, 25–10 |
| 12 oktober 2022 SND Arena, Asunción Speltid: ? - Åskådare: ? | Colombia  | 0 – 3 | Argentina | 21–25, 26–28, 18–25 |

##### Sluttabell
| Pos. | Lag       | Pt | G | V | P | VS | FS | Kvot  | VP  | FP  | Kvot  |
| ---- | --------- | -- | - | - | - | -- | -- | ----- | --- | --- | ----- |
| 1.   | Argentina | 6  | 2 | 2 | 0 | 6  | 0  | MAX   | 153 | 104 | 1,471 |
| 2.   | Colombia  | 3  | 2 | 1 | 1 | 3  | 3  | 1,000 | 140 | 137 | 1,021 |
| 3.   | Bolivia   | 0  | 2 | 0 | 2 | 0  | 6  | 0,000 | 98  | 150 | 0,653 |

      Vidare till semifinal.
      Vidare till spel om femteplats.

### Slutspelsfasen

#### Spelschema
|  | Semifinaler | Semifinaler | Semifinaler |      |    | Final               | Final               | Final               |  |
|  |             |             |             |      |    |                     |                     |                     |  |
|  | 1B          | Argentina   | 3           |      |    |                     |                     |                     |  |
|  | 1B          | Argentina   | 3           |      |    |                     |                     |                     |  |
|  | 2A          | Chile       | 0           |      |    |                     |                     |                     |  |
|  | 2A          | Chile       | 0           |      | 1B | Argentina           | 2                   |                     |  |
|  |             |             |             |      | 1B | Argentina           | 2                   |                     |  |
|  |             |             | 1A          | Peru | 3  |                     |                     |                     |  |
|  | 1A          | Peru        | 1A          | Peru | 3  | 3                   |                     |                     |  |
|  | 1A          | Peru        |             |      |    | 3                   |                     |                     |  |
|  | 2B          | Colombia    | 0           |      |    | Match om tredjepris | Match om tredjepris | Match om tredjepris |  |
|  | 2B          | Colombia    | 0           |      |    |                     |                     |                     |  |
|  |             |             |             |      |    |                     |                     |                     |  |
|  |             |             |             |      |    | 2A                  | Chile               | 3                   |  |
|  |             |             |             |      |    | 2A                  | Chile               | 3                   |  |
|  |             |             |             |      |    | 2B                  | Colombia            | 0                   |  |

##### Semifinaler
| 13 oktober 2022 SND Arena, Asunción Speltid: ? - Åskådare: ? | Argentina | 3 – 0 | Chile    | 25–16, 25–19, 25–21 |
| 13 oktober 2022 SND Arena, Asunción Speltid: ? - Åskådare: ? | Peru      | 3 – 0 | Colombia | 25–14, 25–14, 25–17 |

##### Match om tredjepris
| 14 oktober 2022 SND Arena, Asunción Speltid: ? - Åskådare: ? | Chile | 3 – 0 | Colombia | 25–11, 25–22, 25–14 |

##### Final
| 14 oktober 2022 SND Arena, Asunción Speltid: ? - Åskådare: ? | Argentina | 2 – 3 | Peru | 25–22, 21–25, 25–17, 19–25, 11–15 |

#### Match om femteplats
| 14 oktober 2022 SND Arena, Asunción Speltid: ? - Åskådare: ? | Paraguay | 2 – 3 | Bolivia | 25–21, 20–25, 25–16, 19–25, 9–15 |

## Slutplaceringar
| Pos | Lag       |
| --- | --------- |
|     | Peru      |
|     | Argentina |
|     | Chile     |
| 4.  | Colombia  |
| 5.  | Bolivia   |
| 6.  | Paraguay  |